# 웬디 윌리엄스
웬디 윌리엄스(Wendy Williams, 1964년 7월 18일 ~ )는 미국의 사회자, 작가이다.
2008년부터 텔레비전 토크쇼 "웬디 윌리엄스 쇼"(The Wendy Williams Show)를 진행했으나 오래 앓아온 그레이브스병과 기타 갑상샘 문제로 2021년 방송 일을 중단하고 집중 치료에 들어갔다.
2023년 실어증과 전두측두엽치매 판정을 받았다는 사실이 알려졌다.
2023년 현재까지 세 편의 자전 수필과 네 편의 소설을 출간했다.